# ヴェイユ予想
ヴェイユ予想（ヴェイユよそう、英: Weil conjectures）とは、数学者のアンドレ・ヴェイユが1949年に発表した、非特異代数多様体上の合同ゼータ関数におけるリーマン予想の類似である（下の(3)がリーマン予想の類似）。アレクサンドル・グロタンディークを経てピエール・ルネ・ドリーニュにより1974年に解決された。

## ヴェイユ予想
(1)
有理数多項式:{\displaystyle P_{0}(t)P_{1}(t),...,P_{2n}(t)}が存在して
{\displaystyle \zeta (X,t)={P_{1}(t)P_{3}(t)...P_{2n-1}(t) \over P_{0}(t)P_{2}(t)...P_{2n}(t)}}
そして{\displaystyle P_{i}(t)}の次数はi次元ベッチ数{\displaystyle b_{i}}に等しい。

(2)
{\displaystyle \zeta (X,{1 \over q^{n}t})=\pm (qt^{2})^{{\chi  \over 2}(X)}\zeta (X,t)}
ここで{\displaystyle \chi =b_{0}-b_{1}+b_{2}-b_{3}+...+b_{2n}}

(3)
{\displaystyle P_{i}(t)=\prod _{j=1}^{b_{i}}(1-{\alpha }_{ij}t)}
と因数分解したとき
{\displaystyle |{\alpha }_{ij}|=q^{i \over 2}}
が成立する。
(1)はバーナード・ドゥワークによって、(2)はグロタンディークによって、(3)はドリーニュによって証明された。